# Scottish Third Division 1998-1999
La Scottish Third Division 1998-1999 è stata la 5ª edizione del torneo e ha rappresentato la quarta categoria del calcio scozzese.

## Squadre partecipanti
| Squadra            | Città              | Stadio              | Stagione precedente                              |
| ------------------ | ------------------ | ------------------- | ------------------------------------------------ |
| Albion Rovers      | Coatbridge         | Cliftonhill Stadium | 5º posto                                         |
| Berwick Rangers    | Berwick-upon-Tweed | Shielfield Park     | 6º posto                                         |
| Brechin City       | Brechin            | Glebe Park          | 10º posto in Scottish Second Division 1997-1998. |
| Cowdenbeath        | Cowdenbeath        | Central Park        | 8º posto                                         |
| Dumbarton          | Dumbarton          | Boghead Park        | 10º posto                                        |
| East Stirlingshire | Falkirk            | Firs Park           | 4º posto                                         |
| Montrose           | Montrose           | Links Park          | 9º posto                                         |
| Queen's Park       | Glasgow            | Hampden Park        | 7º posto                                         |
| Ross County        | Dingwall           | Victoria Park       | 3º posto                                         |
| Stenhousemuir      | Stenhousemuir      | Ochilview Park      | 9º posto in Scottish Second Division 1997-1998.  |

## Classifica finale
|  | Pos. | Squadra            | Pt | G  | V  | N  | P  | GF | GS | DR  |
|  | ---- | ------------------ | -- | -- | -- | -- | -- | -- | -- | --- |
|  | 1.   | Ross County        | 77 | 36 | 24 | 5  | 7  | 87 | 42 | +45 |
|  | 2.   | Stenhousemuir      | 64 | 36 | 19 | 7  | 10 | 62 | 42 | +20 |
|  | 3.   | Brechin City       | 58 | 36 | 17 | 7  | 12 | 47 | 44 | +3  |
|  | 4.   | Dumbarton          | 57 | 36 | 16 | 9  | 11 | 53 | 40 | +13 |
|  | 5.   | Berwick Rangers    | 50 | 36 | 12 | 14 | 10 | 53 | 49 | +4  |
|  | 6.   | Queen's Park       | 44 | 36 | 11 | 11 | 14 | 41 | 46 | −5  |
|  | 7.   | Albion Rovers      | 44 | 36 | 12 | 8  | 16 | 43 | 63 | −20 |
|  | 8.   | East Stirlingshire | 40 | 36 | 9  | 13 | 14 | 50 | 48 | +2  |
|  | 9.   | Cowdenbeath        | 33 | 36 | 9  | 6  | 21 | 35 | 65 | −30 |
|  | 10.  | Montrose           | 30 | 36 | 8  | 6  | 22 | 42 | 74 | −32 |

Legenda:

      Campione di Third Division e promossa in Second Division
      Promossa in Second Division
Note:

Tre punti a vittoria, uno a pareggio, zero a sconfitta.